# Raumkosten
Raumkosten (englisch cost of premises) sind im Rechnungswesen Kosten, die durch die betriebliche Nutzung von Gebäuden und Geschäftsräumen verursacht werden.

## Allgemeines
Grundstücke und Gebäude gehören in der Betriebswirtschaftslehre zu den Betriebsmitteln, deren Nutzung Kosten verursacht. Raumkosten sind Bestandteil der Betriebskosten, die durch die Aufrechterhaltung des operativen Geschäftsbetriebes eines Unternehmens verursacht werden. Raumkosten sind aufzuwenden, um Räume in einen betriebsbereiten Zustand zu bringen oder in einem einsatzbereiten Zustand zu halten. Raumkosten sind eine Kostenart, die einer Kostenstelle zugeordnet werden kann, da Betriebsräume einer Betriebsabteilung angehören.

## Arten
Den größten Anteil an den Raumkosten macht im Regelfall die als Fixkosten einzustufende Miete aus, unabhängig davon, ob die Betriebsgebäude dem Unternehmen gehören oder nicht. Stehen die Gebäude im Eigentum des Unternehmens, ist eine kalkulatorische Miete zu verrechnen, ansonsten gehört die gezahlte Fremdmiete zu den Raumkosten (Geschäftsraummiete). Weiterhin fallen Nebenkosten (Versicherungsprämien, Energie- und Entsorgungskosten, Steuern) an. Gehören die Räume dem Unternehmen, sind anteilige Abschreibungen und Kapitalverzinsung zu verrechnen. Eher variablen Charakter haben Reinigungs- (Reinigungsmittel), Instandhaltungs- und Renovierungskosten. Kommt es zu Leerständen, entstehen bei ungenutzten Räumen in Höhe der Raumkosten Leerkosten.

## Bilanzierung
In der Gewinn- und Verlustrechnung gehören die Raumkosten nach § 275 Abs. 2 Nr. 8 HGB zu den „sonstigen betrieblichen Aufwendungen“ (Gesamtkostenverfahren) oder nach § 275 Abs. 3 Nr. 5 HGB zu den „allgemeinen Verwaltungskosten“ (Umsatzkostenverfahren).

## Bedeutung
Raumkosten stellen insbesondere für anlagenintensive Unternehmen einen wesentlichen Kostenfaktor dar, der über die Selbstkosten in die Preiskalkulation einfließt. Filialunternehmen (wie Franchisesysteme oder Filialbanken) müssen ihre Filialen meist in fremden Gebäuden unterbringen und weisen deshalb einen hohen Anteil von Raumkosten auf. Überproportionale Raumkosten fallen an, wenn bei der Wahl des Unternehmensstandorts möglichst repräsentative Gegenden mit hoher Passantenfrequenz im Vordergrund stehen.  